# Bulbophyllum refractum
Bulbophyllum refractum é uma espécie de orquídea (família Orchidaceae) pertencente ao gênero Bulbophyllum. Foi descrita por Heinrich Zollinger e Heinrich Gustav Reichenbach em 1861.